# Corticiasca

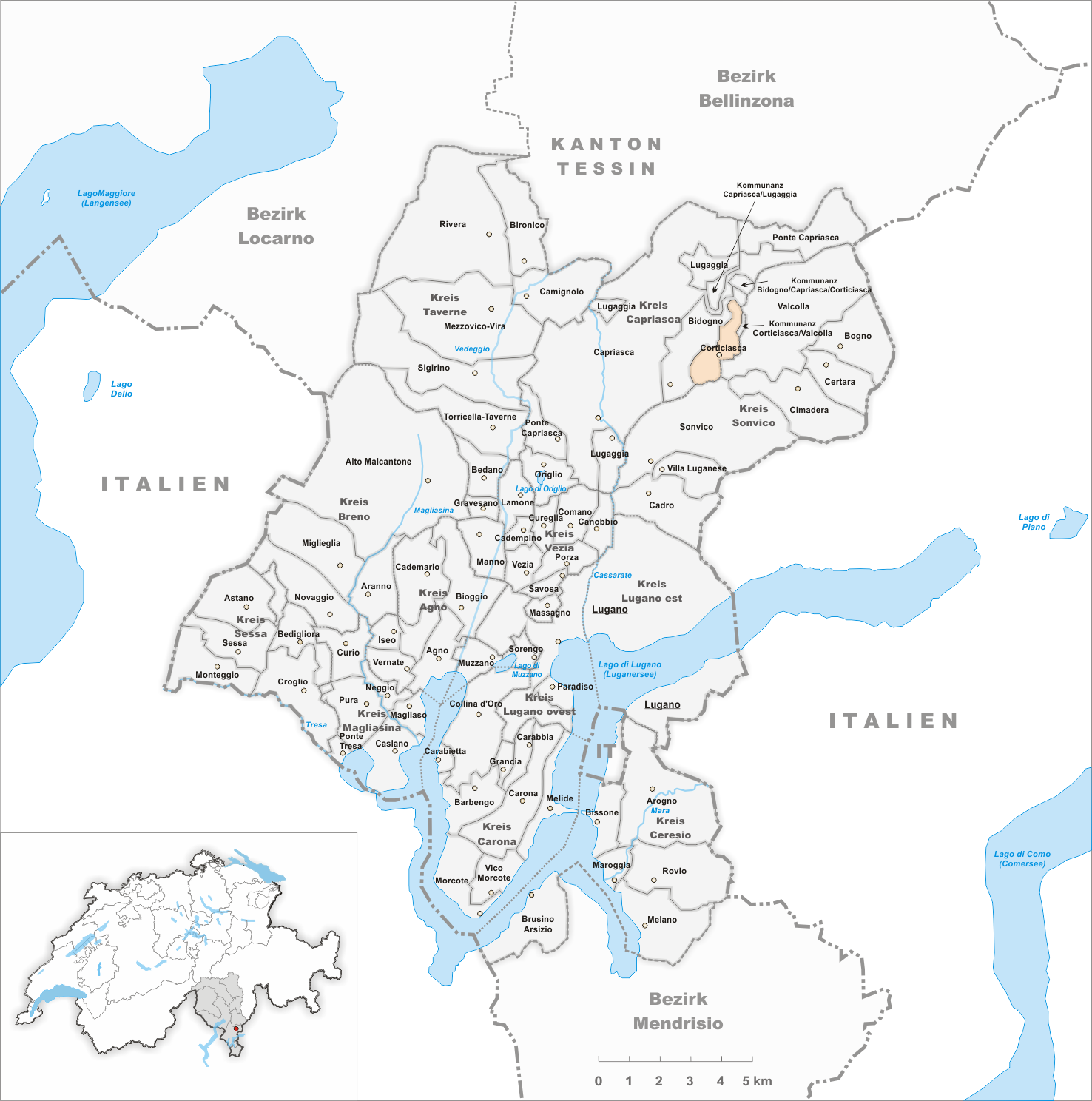
Gemeindestand vor der Fusion am 19. April 2008

Corticiasca mit der Fraktion Albumo ist eine ehemalige politische Gemeinde im Kreis Capriasca im Bezirk Lugano des Kantons Tessin in der Schweiz.

## Geographie
Das Dorf liegt auf einer Höhe von 1070 m ü. M. im Val Colla (Tal), am Süd-Fuss des Monte Bar (1816 m ü. M.) und 18 km nördlich von Lugano.

## Geschichte
Im Jahr 1574 wird das Dorf erstmals als Cortizascha schriftlich erwähnt. Ende des 19. Jahrhunderts wurde ein Dorfteil durch einen Erdrutsch zerstört. Dieser Dorfteil wird heute von den Einheimischen „Corticiasca vecchia“ (altes Corticiasca) genannt und ist im Gegensatz zum Dorfteil Albumo nur noch schwach besiedelt.
Am 20. April 2008 hat sie mit Bidogno und Lugaggia zur neuen Gemeinde Capriasca fusioniert. Corticiasca mit Insone bildet aber nach wie vor eine eigenständige Bürgergemeinde.

## Bevölkerung
Einwohnerzahlen: Volkszählungsdaten

## Sehenswürdigkeiten
- Oratorium San Fermo und Rustico, erbaut 17. Jahrhundert[5]
- Schalenstein im Ortsteil Monte (1160 m ü. M.)[6]

## Bildung
- Musikalienverlag Adesso[7]

## Persönlichkeiten
- Ezio Canonica (* 27. Juni 1922 in Tesserete; † 5. Januar 1978 in Schlieren), von Corticiasca, Sohn des John, Politiker, 1941 Handelsmatura in Bellinzona; 1941–1946 Redaktor der Zeitung Libera Stampa und Lehrer an der kaufmännische Berufsschule in Lugano; 1941 Eintritt in die SP. 1941–1946 im Vorstand der Sozialistischen Jugend der Schweiz; 1968–1978 Zentralpräsident des SBHV (ab 1975 Gewerkschaft Bau und Holz) in Zürich; 1971–1978 Nationalrat[8]
- Amélia Christinat (1926–2016), aus Corticiasca, Politikerin, Nationalrätin (SP) und Frauenrechtlerin.
- Pier Giorgio Ceresa (* 10. November 1939 in Corticiasca), Kunstmaler, Bildhauer, studierte an der Accademia di Belle Arti di Brera in Mailand, Dozent[9][10]